# Esqui alpino nos Jogos Olímpicos de Inverno de 2010 - Super-G feminino
O super-G (slalom supergigante) feminino nos Jogos Olímpicos de Inverno de 2010 foi disputado no Whistler Creekside em 20 de fevereiro de 2010.

## Medalhistas
| Ouro   | AUT Andrea Fischbacher |
| Prata  | SLO Tina Maze          |
| Bronze | USA Lindsey Vonn       |

## Resultados
| Pos.              | Nº | Atleta                         | Tempo   | Diferença |
| ----------------- | -- | ------------------------------ | ------- | --------- |
| Medalha de ouro   | 19 | AUT Andrea Fischbacher         | 1:20.14 | 0.00      |
| Medalha de prata  | 22 | SLO Tina Maze                  | 1:20.63 | +0.49     |
| Medalha de bronze | 17 | USA Lindsey Vonn               | 1:20.88 | +0.74     |
| 4                 | 30 | ITA Johanna Schnarf            | 1:20.99 | +0.85     |
| 5                 | 16 | AUT Elisabeth Görgl            | 1:21.14 | +1.00     |
| 6                 | 20 | SUI Nadia Styger               | 1:21.25 | +1.11     |
| 7                 | 26 | ITA Lucia Recchia              | 1:21.43 | +1.29     |
| 8                 | 12 | GER Maria Riesch               | 1:21.46 | +1.32     |
| 9                 | 1  | USA Julia Mancuso              | 1:21.50 | +1.36     |
| 10                | 14 | FRA Ingrid Jacquemod           | 1:21.77 | +1.63     |
| 11                | 21 | SWE Anja Pärson                | 1:21.98 | +1.84     |
| 12                | 13 | SUI Andrea Dettling            | 1:22.03 | +1.89     |
| 13                | 18 | SUI Fabienne Suter             | 1:22.16 | +2.02     |
| 14                | 28 | ITA Elena Fanchini             | 1:22.17 | +2.03     |
| 15                | 6  | GER Gina Stechert              | 1:22.21 | +2.07     |
| 16                | 15 | AUT Anna Fenninger             | 1:22.30 | +2.16     |
| 17                | 25 | CAN Britt Janyk                | 1:22.89 | +2.75     |
| 18                | 4  | ESP Carolina Ruiz Castillo     | 1:23.05 | +2.91     |
| 18                | 23 | USA Leanne Smith               | 1:23.05 | +2.91     |
| 20                | 2  | GBR Chemmy Alcott              | 1:23.46 | +3.32     |
| 21                | 34 | NOR Mona Løseth                | 1:23.97 | +3.83     |
| 22                | 33 | FRA Aurelie Revillet           | 1:24.08 | +3.94     |
| 23                | 35 | POL Agnieszka Gąsienica-Daniel | 1:24.31 | +4.17     |
| 24                | 31 | RUS Elena Prosteva             | 1:24.43 | +4.29     |
| 25                | 32 | MON Alexandra Coletti          | 1:24.56 | +4.42     |
| 26                | 8  | SWE Jessica Lindell-Vikarby    | 1:24.83 | +4.69     |
| 27                | 36 | CAN Georgia Simmerling         | 1:25.21 | +5.07     |
| 28                | 3  | GER Viktoria Rebensburg        | 1:25.23 | +5.09     |
| 29                | 38 | CZE Klara Krizova              | 1:26.46 | +6.32     |
| 30                | 41 | SRB Jelena Lolović             | 1:26.67 | +6.53     |
| 31                | 47 | ARG Maria Belen Simari Birkner | 1:27.24 | +7.10     |
| 32                | 42 | ARG Macarena Simari Birkner    | 1:27.48 | +7.34     |
| 33                | 43 | BLR Maria Shkanova             | 1:27.84 | +7.70     |
| 34                | 49 | UKR Anastasiya Skryabina       | 1:28.60 | +8.46     |
| 35                | 52 | CHI Noelle Barahona            | 1:28.66 | +8.52     |
| 36                | 50 | HUN Zsofia Doeme               | 1:29.09 | +8.95     |
| 37                | 51 | LIB Chirine Njeim              | 1:29.59 | +9.45     |
| 38                | 53 | KAZ Lyudmila Fedotova          | 1:31.43 | +11.29    |
| -                 | 5  | AUT Nicole Schmidhofer         | DNF     | -         |
| -                 | 7  | SLO Maruša Ferk                | DNF     | -         |
| -                 | 9  | CAN Emily Brydon               | DNF     | -         |
| -                 | 10 | SUI Nadja Kamer                | DNF     | -         |
| -                 | 11 | FRA Marie Marchand-Arvier      | DNF     | -         |
| -                 | 24 | CAN Shona Rubens               | DNF     | -         |
| -                 | 27 | USA Chelsea Marshall           | DNF     | -         |
| -                 | 29 | ITA Daniela Merighetti         | DNF     | -         |
| -                 | 37 | RUS Lyaysan Rayanova           | DNF     | -         |
| -                 | 39 | SRB Nevena Ignjatović          | DNF     | -         |
| -                 | 40 | AND Mireia Gutierrez           | DNF     | -         |
| -                 | 44 | ESP Andrea Jardi               | DNF     | -         |
| -                 | 45 | ISL Iris Guðmundsdóttir        | DNF     | -         |
| -                 | 46 | HUN Anna Berecz                | DNF     | -         |
| -                 | 48 | BUL Maria Kirkova              | DNF     | -         |

Legenda
| Recorde mundial      | Recorde mundial (World record)               |                       | Recorde africano                      | Recorde africano (African) |                                           | Q | Classificado por posição (Qualified) |
| Recorde olímpico     | Recorde olímpico (Olympic record)            | Recorde da América    | Recorde da América (Americas)         | q                          | Classificado por melhor tempo (Qualified) |   |                                      |
| Melhor marca do ano  | Melhor marca do ano (World leading)          | Recorde asiático      | Recorde asiático (Asian)              | DNS                        | Não largou (Did not start)                |   |                                      |
| Recorde nacional     | Recorde nacional (National record)           | Recorde europeu       | Recorde europeu (European)            | DNF                        | Não terminou (Did not finish)             |   |                                      |
| Recorde pessoal      | Recorde pessoal do atleta (Personal best)    | Recorde da Oceania    | Recorde da Oceania (Oceania)          | DSQ / DQ                   | Desclassificado (Disqualified)            |   |                                      |
| Recorde da temporada | Recorde da temporada do atleta (Season best) | Recorde sul-americano | Recorde sul-americano (South America) | NM                         | Sem marca (No mark)                       |   |                                      |